# Бенперидол
Бенперидо́л — лекарственное средство, нейролептик. Является производным бутирофенона, по химическому строению аналогичен  дроперидолу, от которого отличается наличием в структуре пиперидинового фрагмента вместо тетрагидропиридинового. По фармакологическому действию также сходен с галоперидолом, однако превосходит его по эффективности.  
Был разработан в 1961 году компанией Янсен Фармасьютика. Применяется как нейролептик при шизофрении и других психических расстройствах с 1966 года. Также используется  при лечении синдрома гиперсексуальности. 

## Физические свойства
Белый или со слегка кремоватым оттенком кристаллический порошок. В воде почти нерастворим, малорастворим в спирте.

## Фармакологическое действие
Антипсихотические (нейролептические) свойства основаны на селективном связывании с D2-дофаминовыми рецепторами. Наряду со спипероном, бенперидол  считается наиболее активным из препаратов ряда бутирофенона при связывании с рецепторами этого типа, при этом бенперидол на два порядка активнее хлорпромазина и на 40 % активнее галоперидола (по другим данным — активнее в 1,5—8 раз). Также эффективно связывается с D4-дофаминовыми рецепторами, в меньшей степени — с серотониновыми рецепторами. В больших дозах связывается с  адренорецепторами, что обусловливает появление у препарата седативного действия.

## Фармакокинетика
Усваивается почти количественно, метаболизм происходит в результате эффекта первого прохождения через печень, менее 1 % препарата выводится с мочой.  Период полувыведения составляет 8 часов. 

## Показания
Применяют при шизофрении и других психических расстройствах: маниакальных эпизодах и психомоторном возбуждении.  

## Формы применения и дозировки
Бенперидол обычно принимают орально. Внутримышечные инъекции используют для достижения быстрого терапевтического эффекта у пациентов с острыми психическими расстройствами. Рекомендованная начальная дозировка 2—6 мг/день, максимальная доза — 40 мг/день. Ввиду небольшого времени полувыведения (8 часов), обычно назначают трехразовый суточный приём препарата. 

## Побочные эффекты
Перечень побочных эффектов типичный для препаратов бутирофенонового и фенотиазинового ряда: экстрапирамидные расстройства, такие как гипертонус мышц, маскоподобный вид, тремор, сутулая шаркающая походка, нарушение речи, а также внутреннее чувство беспокойства (акатизия), ригидность позвоночника и глаз (острая дистония), повторяющиеся движений лица и тела (поздняя дискинезия).

## Применение для подавления гиперсексуальности
Препарат применялся в целях подавления сексуальной активности у мужчин, однако его эффективность в отношении снижения либидо находится на уровне других антипсихотических лекарств. При этом отмечалось, что препарат (аналогично галоперидолу) может быть эффективен при определенных сексуальных расстройствах для корректировки поведения, носящего антисоциальный характер (эксгибиционизм, педофилия, изнасилования), не затрагивая при этом возможности полового функционирования, связанного с естественными сексуальными потребностями (так как не вызывает снижения уровня половых гормонов в организме). По этим причинам препарат имел широкое применение в судебной психиатрии.  